# 叶順子 (ダイヤモンド映像)
叶 順子（かのう じゅんこ、1968年7月23日 - ）は、日本のAV女優。
東京都出身。1988年から1989年にかけてダイヤモンド映像グループのAVに出演した。シネマジック等のレーベルでSM作品に出演した叶順子とは別人。

## 経歴
1988年11月、ダイヤモンド映像より『侵略者』でデビュー。
同時期にはSM作品に出演する叶順子がいる。
AV3作に加え、村西とおるの撮影による写真集1冊を残した。

## 作品

### アダルトビデオ
- 侵略者　（1988年11月21日、ダイヤモンド映像）
- 危険がいっぱい　（1988年12月25日、パワースポーツ）
- 淫乱教室　（1989年2月11日、ダイヤモンド映像）

## 書籍

### 写真集
- 早春譜　 （1991年1月20日発行、撮影：村西とおる、ビックマン）